# IK Göta
För andra betydelser, se Göta.
IK Göta är en idrottsklubb i Stockholm i Sverige, som bildades år 1900 av en grupp militärer vid Göta livgarde (I 2) i Stockholm. Myten säger att klubben bildades i kvarteren kring Sibirien, ett område i Vasastan i Stockholm.  
Klubben har ibland inofficiellt kallats Stockholms-Göta, för att skilja den från IF Göta ("Karlstads-Göta"). Ett annat smeknamn för klubben var "De Stålgrå", då tävlingsdräkten i friidrrott var svarta byxor, grått linne med svart klubbmärke.

## Verksamhet
IK Göta bilades genom sammanslagning av flera mindre idrottsföreningar 1900. Man sysslade först med gymnastik men övergick snart även till fotboll, skidåkning och friidrott. Det blev inom friidrott man hade sina största framgångar. Från 1920-talet blev damidrott en viktig del av föreningens verksamhet.
IK Göta har hittills (mars 2003) erövrat 180 svenska mästerskapstecken individuellt och i lag, bland annat nio i ishockey för herrar, fyra i bandy för herrar och åtta i bandy för damer. Man har även haft stora framgångar i friidrott. Stafettlaget noterades för världsrekord på 4 x 1 500 meter (med Gustaf Peterson, Josef Lindbom, Sven Lundgren och Rudolf Falk) år 1919. Klubben har också haft framgångar med sektioner för verksamheter som skidor, skidorientering, bowling, dam- och flickfotboll.
IK Göta var en av de absoluta första klubbarna i Sverige som bedrev organiserad damfotboll, med start i slutet av 1960-talet. Det var till en början bandy- och handbollsdamerna som började spela fotboll i klubben. Sektionen startades av Ann Elefalk, som även var lagets första tränare. 1972 var klubbens framgångsrikaste säsong, när man nådde semifinal i Riksmästerskapet (från 1973 blev det officiellt svenskt mästerskap). Här förlorade IK Götas damer mot Riksmästarna Öxabäcks IF efter straffsparksläggning i semifinalen.  Vidare dominerade man Stockholms flickfotboll under 1970-talet, genom flera säsongers segrande i Sankt Erikscupen.
Under en period på 1980-talet hade man en sektion med landhockey. Matchdräkten var vinröd/ljusblå efter förebild från West Ham FC. Den verksamheten hade sitt ursprung ur föreningen Solhöjden från Spånga. Man deltog med lag i både Herr- och Damallsvenskan.
Bandyverksamheten lades senare ner. Först lades herrlaget ner och 2001 gick IK Göta Dambandy, som funnits sedan 1929, samman med Hammarby IF och kallade sig för IK Göta/Hammarby IF i seriesystemet, innan laget upphörde att existera 2004.
Göta IK handboll har spelat 5 säsonger i Allsvenskan. Första säsongen 1935/1936 då man vann kvalet till allsvenskan före IFK Örebro, Fram och Sanna. Det gick bra i allsvenskan för Göta som vann 4 matcher på raken. Slutplacering 3:e plats i serien. 2 643 i publik på hemmamatcherna. Ekonomin i föreningen var dålig och nästa spelår begärde Göta att få spela i division 2. Det dröjde sedan till 1943–44 innan Göta IK återkom till handbollsallsvenskan. Även nu gick det bra och Göta kom trea i serien med 21 poäng, sex mindre än segrande Majorna.Publiken växte till 13370 personer. Göta spelade i allsvenskan till 1947 då man kom sist och degraderades. Efter detta har man inte lyckats ta sig tillbaka till högsta serien. Idag parkerar man på 37:e plats i maratontabell och på 77 poäng på 5 säsonger.
Götas ursprungliga hemvist var Östermalms IP men klubben har bedrivit verksamhet på många anläggningar i Stockholm genom åren. IK Götas träningsanläggning idag är Stora Mossen i Bromma.

## Sektioner
- Bandy, se vidare IK Göta Bandy
- Innebandy, se vidare IK Göta Innebandy
- Ishockey, se vidare IK Göta Ishockey